# هولینگشتدت
هولینگشتدت (به آلمانی: Hollingstedt) یک شهر در آلمان است که در اشلسویگ-فلنسبورگ واقع شده‌است. هولینگشتدت  ۹۹۹ نفر جمعیت دارد.